# La dea delle piccole vittorie
La dea delle piccole vittorie (titolo originale: La Déesse des petites victoires) è un romanzo di Yannick Grannec pubblicato per la prima volta il 23 agosto 2012 da Éditions Anne Carrière e vincitore del Prix des libraires il 18 marzo 2013, superando gli altri libri finalisti Ils désertent di Thierry Beinstingel e Avant la chute di Fabrice Humbert. In Italia è stato tradotto e pubblicato da Longanesi nel 2014.
Questo romanzo, opera prima di Grannec, grafica ed appassionata di matematica, fu scritto in 4 anni.

## Trama
Nel 1980 Anna Roth, una giovane archivista incaricata dall'Università di Princeton di raccogliere i documenti del grande matematico Kurt Gödel, si reca da Adele, la vedova di Gödel (morto 2 anni prima), per convincerla a collaborare su questo progetto. Sebbene inizialmente Adele mostri una certa diffidenza nei confronti di Anna, a poco a poco si lascia convincere e le racconta la sua vita trascorsa con Gödel, conosciuto a Vienna nel 1928 quando lei era una ballerina e che poi sposò il 20 settembre 1938. Nel 1940, a causa delle persecuzioni antisemite perpetrate dai nazisti in Austria, si trasferì con il marito a Princeton, dove in seguito conobbe insieme a lui le ostilità dell'ambiente universitario e il maccartismo.

## Edizioni
- Éditions Anne Carrière, 2012 ISBN 978-2843376665
- Longanesi, 2014 ISBN 978-8830438064